# La Grande Odalisque
La Grande Odalisque, hay còn được biết đến là Grande Odalisque hay Une Odalisque là một bức tranh sơn dầu năm 1814 bởi Jean Auguste Dominique Ingres, miêu tả một Odalisque, hay một vị cung phi. Người đương thời cho rằng, Ingres đã theo lối phong cách tân cổ điển và cho thấy mọi sự thay đổi với chủ nghĩa lãng mạn đang lan tràn hiện nay.
La Grande Odalisque đã gặp phải nhiều chỉ trích trong lần ra mắt đầu tiên. Những chi tiết như thon dài đã được lưu ý, và thiếu tính hiện thực trong giải phẫu. Bức tranh hiện được đặt trong bảo tàng Louvre, Paris.